# سيف هنيدة
سيف الدين عبد السلام "سيف حميده"، من مواليد 28 مارس عام 2005، هو رياضي قطري مصري المولد متخصص في القفز بالزانة.
اكتسب سيف حميده تجربته الدولية الأولى في عام 2022 عندما حصل على الميدالية الذهبية في القفز بالزانة في بطولة آسيا تحت 18 سنة في مدينة الكويت بقفزة بلغت 5.10 م.